# محوطه اسپورگ
محوطه اسپورگ مربوط به پیش از اسلام است و در شهرستان خوسف، روستای جنگ آباد واقع شده و این اثر در تاریخ ۲ آبان ۱۳۸۲ با شمارهٔ ثبت ۱۰۴۶۴ به‌عنوان یکی از آثار ملی ایران به ثبت رسیده است.